# Misono
Kōda Misono (神田 美苑 Kōda Misono, Thần Điền Mĩ Uyển) là một ca sĩ, nhạc sĩ Nhật Bản. Cô từng là ca sĩ chính trong ban nhạc day after tomorow từ năm 2002-2005.

## Các phát hành

### Album
- [2007.02.28] never+land #20
- [2008.07.16] Sei -say- (生 -say-; Life) #20

### Đĩa đơn
- [2006.03.29] VS (Versus) #4
- [2006.05.10] Kojin Jugyou (個人授業; Private Lessons) #15
- [2006.07.12] Speedrive (スピードライブ) #21
- [2006.11.01] Lovely♥Cat's Eye (ラブリー♥キャッツアイ) #14
- [2007.02.07] Hot Time / A.___ ~answer~ (ホットタイム) #22
- [2007.05.16] Pochi (ポチ) #36
- [2007.09.12] Zasetsu Chiten (挫折地点; Discouraging Points) #39
- [2007.11.14] Juunin Toiro (十人十色; So Many People, So Many Minds) #47
- [2008.01.30] Mugen Kigen (夢幻期限; Fantasy Period) #32
- [2008.06.25] Ninin Sankyaku (二人三脚; Three-legged Race) #10
- [2008.10.29] Kazoku no Hi (家族の日; Family Day)

### Các đĩa khác
- [2003.05.28] Cyber X feat.misono - "11 eleven"
- [2003.07.16] Cyber X - "Velfarre Cyber Trance 08 Best Hit Trance" (#9 11 eleven (Cyber Trance Edit))
- [2003.07.30] Cyber X - "Cyber X #01" (#1 11 eleven)
- [2003.09.10] Cyber X - "Cyber X Presents J-Trance" (#4 11 eleven (Cyber TRANCE mix))
- [2006.10.25] Tribute to Avril Lavigne ~Master's Collection~ (#1 Complicated)

## Phim tham gia
- [2007.11.14] R-Joshi】misono meets beauty (R-女子)
- [2007.08.01] Obachan Chips (おばちゃんチップス)